# Pogeez
Pogeez est une commune de l'arrondissement du duché de Lauenbourg (Land du Schleswig-Holstein) au sud de Lübeck.

## Géographie
Pogeez se situe sur la rive ouest du lac de Ratzebourg.

## Histoire
En 1974, le lieu-dit de Klein Disnack fusionne avec Pogeez.

### Les Hospitaliers
Pogeez est d'origine slave. Le village est confié en 1228 par Albert Ier de Saxe, second duc de Lauenbourg, au grand bailliage de Brandebourg de l'ordre de Saint-Jean de Jérusalem. En 1250, il est revendu avec d'autres villages à l'abbaye de Reinfeld. Il reste sa propriété jusqu'en 1482. Ces villages se rattachent ensuite à Lauenburg.

### Blason
Le blason est divisé entre le bleu et le vert par une barre argentée étroite en diagonale. Au-dessus il y a une roue de chariot en argent et en dessous, trois voiliers en argent symbolisent le lac.

## Culture et patrimoine
Le patrimoine de Pogeez est quelques corps de ferme le long de l'ancienne route du sel.

## Source, notes et références
- (de) Cet article est partiellement ou en totalité issu de l’article de Wikipédia en allemand intitulé « Pogeez » (voir la liste des auteurs).